# Ernie Merrick
Ernest "Ernie" Merrick OAM (Edimburgo, 15 de janeiro de 1953) é um ex-futebolista e treinador de futebol britânico-australiano. Atualmente comanda o Newcastle Jets.

## Futebolista
Como jogador, Merrick teve uma carreira inexpressiva, tendo atuado apenas em 2 clubes das divisões amadoras do futebol escocês: o Frankston City, entre 1975 e 1978, e o Doveton, entre 1979 e 1984; neste último, foi também auxiliar-técnico.

## Auxiliar-técnico e treinador
Já aposentado, passou a trabalhar somente como auxiliar a partir de 1986, no Frankston Pines. Exerceu a função também no Preston Lions e Sunshine George Cross, antes de fazer sua estreia como técnico em 1992, no Instituto de Esporte de Vitória (VIE), onde permaneceria até 2004.
Seu trabalho mais conhecido como treinador de futebol foi no Melbourne Victory, entre 2005 (primeiro ano da A-League) e 2011, comandando a equipe em 170 jogos (74 vitórias, 41 empates e 55 derrotas) e conquistando o bicampeonato nacional em 2006–07 e 2008–09.
Contratado para treinar a Seleção de Hong Kong em dezembro de 2011, em 4 jogos (2 vitórias e 2 derrotas) antes de voltar à A-League, desta vez para treinar o Wellington Phoenix, entre 2013 e 2016. Desde maio de 2017, Merrick é o treinador do Newcastle Jets.

## Títulos

### Como treinador
Melbourne Victory
- A-League Championship: 2006–2007, 2008–2009
- A-League Premiership: 2006–2007, 2008–2009